# Élection présidentielle italienne de 1971
L'élection présidentielle italienne de 1971 a eu lieu entre les 9 et 24 décembre 1971. Avec vingt-trois tours de scrutin, cette élection présidentielle est la plus longue de l'histoire du pays.

## Déroulement
La Démocratie chrétienne, majoritaire au Sénat de la République et à la Chambre des députés, a officiellement soutenu , initialement,la candidature du président du Sénat, Amintore Fanfani, tandis que les communistes et les socialistes s'alliaient en faveur de la candidature de Francesco De Martino ; le Parti socialiste démocrate s'est rangé derrière le président sortant Giuseppe Saragat ; enfin, le Mouvement social italien propose la candidature de son président, Augusto De Marsanich. Au premier tour de scrutin, le 9 décembre, Francesco De Martino (socialiste) obtient 397 voix ; Amintore Fanfani (démocrate-chrétien) en a 384 ; Giovanni Malagodi (candidat libéral) rassemble 49 suffrages ; Giuseppe Saragat (social-démocrate) 45 ; Augusto De Marsanich (candidat néofasciste du Mouvement social italien) : 42. Il y a aussi 12 bulletins sur divers noms ; 57 bulletins blancs et un nul. Pendant les trois premiers tours (selon les règles de cette élection), la majorité des deux tiers est requise. Au delà du 3e scrutin seule la majorité absolue est nécessaire pour l'emporter.
Dans les faits, Amintore Fanfani ne réunit sur son nom qu'une partie des membres de la  démocratie chrétienne. D'autres membres auraient privilégié la candidature d'Aldo Moro, alors secrétaire général du parti.
À partir du septième tour de scrutin, les membres de la  démocratie chrétienne choisissent l'abstention. Au vingt-deuxième tour de scrutin, le 23 décembre, la situation semble bloquée : Francesco De Martino recueille 400 voix et Sandro Pertini 6. Il y a aussi 7 autres votes divers. Il y a surtout 543 abstentions, et 17 bulletins blancs.
Deux nouveaux candidats entrent alors en lice. Le sénateur Giovanni Leone, qui était le candidat officiel de la Démocratie chrétienne lors de la précédente élection présidentielle, en 1962, a accepté  d'être à nouveau le candidat de cette démocratie chrétienne après avoir consulté les partis qui peuvent lui apporter leur concours. Il espère réunir sur sa candidature les suffrages de la démocratie chrétienne bien sûr, mais aussi des sociaux démocrates, des libéraux et des Sud-Tyroliens. Les socialistes remplacent Franceso de Martino, soutenu également par des communistes et des socialistes prolétariens, par Pietro Nenni, qui pourrait faire venir sur sa candidature des députés démocrates.

## Résultats
Ce n'est que le 24 décembre 1971, au terme du vingt-troisième tour de scrutin, que le démocrate-chrétien Giovanni Leone est élu président de la République italienne par 518 voix sur 996 votants. Il est investi le 29 décembre suivant, succédant à Giuseppe Saragat pour un mandat de sept ans.